# Enrique Luño Peña
Enrique Luño Peña (Villar de los Navarros, Zaragoza, 19 de diciembre de 1900-Barcelona, 13 de enero de 1985) fue catedrático de Derecho Natural y de Filosofía del Derecho (1931 en Santiago de Compostela y 1939 en Barcelona), rector de la Universidad de Barcelona (1945-1951), director general de la Caja de Pensiones ("la Caixa") durante 35 años (1940-1976), presidente de la Confederación Española de Cajas de Ahorros, y procurador en Cortes (1945-1951).

## Académico
Doctor en Derecho por la Universidad de Zaragoza con premio extraordinario.
Amplió estudios, entre 1925 y 1929, en las universidades de Milán, Roma, Múnich y Berlín, donde trató con profesores de relieve como Olgati, Del Vecchio, Stammler y Grabman, entre otros. Realizó esta ampliación de estudios gracias a una beca de la Junta para la Ampliación de Estudios.
En 1931 obtiene por oposición la Cátedra de Derecho Natural de la Universidad de Santiago de Compostela. Pasó como adscrito a la Universidad de Zaragoza donde impartió docencia varios cursos hasta diciembre de 1934, cuando solicitó la excedencia voluntaria. En 1939 fue nombrado Catedrático de Derecho Natural y Filosofía del Derecho de la Universidad de Barcelona. Posteriormente fue nombrado Vicedecano; en 1944 decano de la Facultad de Derecho; y en 1945 rector de la Universidad de Barcelona, cargo que ocupaba a modo interino tras el fallecimiento de su predecesor, Gómez del Campillo.
En Filosofía del Derecho seguía las tesis iusnaturalistas hispánicas. Citando al profesor Lorenzo Peña y Gonzalo, Enrique Luño fue «…un pensador católico en la España de los años 30, perteneciente a un círculo que también abarcaba a Luis Recasens Siches y Luis Legaz Lacambra. Cada uno de ellos va a seguir su propio recorrido vital, institucional y académico. Lo único que aquí nos interesa resaltar es que el Luño Peña de esos años comparte las inquietudes de sus amigos, la busca de una racionalidad dinámica y crítica como fundamento del derecho natural, sin, no obstante, romper por ello con la tradición de la philosophia perennis. En su evolución posterior, tras la hecatombe bélica de 1936-39, Luño Peña sufre el impacto del ambiente oficial, angosto y anquilosado por el monocultivo y el empobrecimiento intelectual; tal impacto también se traduce en un mayor ajustamiento de su propia obra a los moldes de la tradición escolástica.»

## Procurador en Cortes
Entre 1945 y 1951 fue procurador en las Cortes Españolas, miembro nato por su condición de rector universitario.

## Director general de la Caja de Pensiones ("La Caixa")
Luño Peña fue también un especialista en Previsión Social: había sido previamente director de la "Caja de Previsión Social de Aragón", y profesor de la "Escuela Social de Zaragoza"). En Barcelona continuó con esta labor.
Durante más de 35 años (1939-1976), fue el primer ejecutivo de la Caja de Pensiones para la Vejez y de Ahorros, "La Caixa", durante las presidencias de Miguel Mateu (1940-1972) y Narciso de Carreras (1972-1980). En 1939, Enrique Luño Peña fue designado comisario de la entidad y, al año siguiente director general, hasta que fue sustituido en 1976 por José Vilarasau Salat (quien sería director general entre 1976-1999, presidente ejecutivo entre 1999-2003 y presidente de Honor desde 2003 hasta la actualidad).

### Logros
Durante su mandato al frente de "La Caixa", Luño Peña consiguió los siguientes logros:
- Consiguió un crecimiento constante y sólido de la entidad, tanto en el ámbito financiero como en el de su Obra Social:

- En el ámbito financiero: «En el año 1940, la Caja contaba con 700.000 impositores; en 1964, con cerca 2.500.000 impostores. El saldo de impositores en 1940 era de 638 millones de pesetas, y en 1964 rebasa los 35.000 millones de pesetas, los cuales se hallan invertidos en Valores (23.000 millones de pesetas), Préstamos (8.000 millones de pesetas) e Inmuebles (4.000 millones de pesetas). En 1940, la Caja contaba con 115 oficinas; hoy [1964] ascienden a 300, que podrán aumentar todavía si así lo dispone y aprueba el Ministerio de Hacienda.»
- En su Obra Social: «así lo demuestran [en 1964]: las 100 Bibliotecas Populares esparcidas por Cataluña, Baleares, Madrid y Andorra; la creación del Grupo Escolar de La Verneda; la Guardería Infantil en el mismo sector de La Verneda; las nuevas instalaciones del Instituto Educativo de Sordomudos, de las Clínicas de Cirugía, Medicina y Maternal del Sanatorio de Nuestra Señora de Montserrat y del Instituto Antituberculoso, con su microscopio electrónico…»
- Mantuvo la independencia de la institución durante los difíciles años 40, quedando "la Caixa" al margen de los diversos grupos de presión de la época, tanto políticos como económicos.[6]

- Mantuvo una política de inversiones prudente y sólida: En la época de fuerte desarrollo económico de los años 60, supo mantener la entidad al margen de las inversiones agresivas de aquel momento, conservó siempre la tradicional prudencia de "la Caixa", y desarrolló el crédito hipotecario para la compra de viviendas (e incluso impulsó la promoción de las mismas cuando el crédito para tal finalidad no se conseguía) satisfaciendo así la demanda social del momento.[6]

- Fue pionero en la informatización y teleproceso de la entidad, iniciándose el proyecto de informatización en el temprano año de 1961. «"la Caixa" se convirtió así en la institución líder del sistema financiero español en cuanto a informatización de sus servicios centrales y de su red operativa a través del sistema de teleproceso que se empezó a aplicar en 1965», escribiría José Vilarasau Salat 20 años después.[6] Este proceso de informatización tan temprano fue clave para la futura expansión de la entidad, actual líder del sistema financiero español.

## Fundación «Enrique Luño Peña»
En 1982 se constituye una Fundación Cultural que lleva su nombre, cuyo objeto "consiste, con carácter general, en la promoción de actividades culturales y científicas que más eficazmente pueda contribuir al progreso espiritual, difusión del saber y perfeccionamiento humano, y, de forma específica, en propiciar el desarrollo de la investigación filosófica.jurídica y las actividades de carácter socio-cultural". 
La Fundación está presidida actualmente por el profesor Antonio Enrique Pérez Luño, catedrático de Filosofía del Derecho de la Universidad de Sevilla, y sobrino de Enrique Luño Peña.

## Obras del autor
- Luño Peña, Enrique (1945). El Derecho social. Madrid.
- Luño Peña, Enrique (1945). El pensamiento social de Jaime Balmes. Vich.
- Luño Peña, Enrique (1947). Derecho Natural. Barcelona.
- Luño Peña, Enrique (1948). Historia de la Filosofía del Derecho. Barcelona.
- Luño Peña, Enrique (1954). Moral de la situación y derecho subjetivo. Barcelona.
- Luño Peña, Enrique (1969). 'La filosofía jurídica de Angel Amor Ruibal. Santiago de Compostela.

## Estudios sobre el autor
- Gimeno Presa, M.C. (2000). La Filosofía Jurídica de Enrique Luño Peña. Madrid.
- Luño Serrano, I. (1987). Enrique Luño Peña. Vida y Obra. Barcelona.
- Pérez Luño, Antonio Enrique (1970) El pensamiento jurídico y social del profesor Luño Peña", en AFD.
- Puy, F. (1975). La filosofía del derecho en la Universidad de Santiago (1807-1975). Santiago de Compostela.

## Distinciones
- Premio Marvá, 1932 y 1934.[1]
- Medalla de Oro de la Previsión Popular, 1949.[8]
- Orden de Alfonso X el Sabio, 1951.
- Gran Cruz de la Orden del Mérito Civil, 1964.[9][5]
- Medalla de oro al mérito en el trabajo, 1966.[10]